# Carlos Blanco Artero
Carlos Blanco Artero (Madrid, 1983) es un pintor y escultor español, próximo a la corriente neo-figurativa. 

## Biografía
Blanco vivió sus primeros años, entre las ciudades de Madrid y Zaragoza. Estudió acuarela con la artista Aurora Charló y trabajó con el escultor José Antonio Barrios en su taller-estudio de Zaragoza. Desde el año 2021 hasta la actualidad reside y trabaja en las Islas Canarias.

## Estilo
La pintura de Blanco se ha transformado durante años, desde una nueva figuración a una pintura más expresiva, gestual, donde el elemento figurativo sigue presente, pero más difuminado. Su obra podría encuadrarse dentro de una neo-figuración, pero también dentro de la abstracción, ya que en muchas de sus obras convergen estos dos estilos. Conocer la obra de George Condo, y más en concreto su obra “Rush hour” en el Museo Metropolitano de Nueva York, demostró a Blanco cómo la figuración y la abstracción, la pintura y el dibujo, podían convivir en una misma obra. Esta forma de ver la pintura, se puede entender a través de las palabras del poeta Ángel Guinda:

"La gran pintura es cuestión de talento visual, cromático, pensante, sensible, imaginativo. Carlos Blanco encuentra en la distorsión la mejor respuesta al diálogo entre realismo y abstracción, para conseguir en la desfiguración la clave de su estilo hacia la intensidad, en el asombro".
Ángel Guinda (Premio de las letras aragonesas 2010)

## Obras destacadas

### Lampedusa
"Lampedusa", es un mural en óleo y mixta sobre lino de formato grande (2 metros de alto por 6 metros de ancho) que Blanco realizó "in situ" en el Museo Centro de Historias de Zaragoza en 2017.
 Es hasta la fecha su obra más comprometida, relatando los fatídicos acontecimientos que se dieron lugar en la isla de Lampedusa en 2013, donde murieron 368 refugiados.

## Exposiciones

### Exposiciones individuales (selección)
- Altro Mondo Gallery, Filipinas 2021.[10]
- Centro Joaquín Roncal, Fundación CAI, Zaragoza 2019.[11]
- Museo Centro de Historias, Zaragoza 2017.[8]
- Spanish Benevolent Society, La Nacional, Nueva York 2016.[12]
- Ouchi Gallery, Nueva York 2014.[6]
- Museo Orús, Utebo 2013.[13]

### Exposiciones colectivas (selección)
- Wilhardt & Naud, Los Angeles 2021.[14]
- Homenaje por el 200 aniversario del Museo del Prado, Lobby Art Gallery, Madrid 2019.[15]
- Museo Camón Aznar, Zaragoza.[14]
- Casa de América, Madrid 2016.[6]
- Asian Contemporary Art Show, Hong Kong 2013.[16]
- Museo Pablo Serrano IAACC, Zaragoza 2013.[14]
- Carrousel du Louvre, Museo del Louvre, París 2008.[16]
- Galerie Thuillier, París 2008.[14]

## Premios
| Año  | Premio                                            | Lugar                | Ciudad    | Galardón  |
| ---- | ------------------------------------------------- | -------------------- | --------- | --------- |
| 2019 | International Open Call for the Florence Biennale | Biennal de Florencia | Florencia | Finalista |
| 2018 | V Biennal Cromática                               | Museo de Orense      | Orense    | Ganador   |

## Galería
|                                         |
| "Afterhours", Carlos Blanco Artero 2018 |

|                                   |
| "Rave", Carlos Blanco Artero 2020 |

|                                        |
| "Lampedusa", Carlos Blanco Artero 2017 |